# Das Fundament der Ewigkeit
Das Fundament der Ewigkeit (Originaltitel: A Column of Fire) ist ein historischer Roman von Ken Follett. Er nutzt als eine Art Fortsetzung den Handlungsort sowie einige Motive aus seinem ersten Kingsbridge-Welterfolg Die Säulen der Erde (Originaltitel: The Pillars of the Earth) und aus seinem zweiten Kingsbridge-Roman Die Tore der Welt (Originaltitel: World without End) und bildet mit diesen so eine Romanserie. Die Handlung setzt 200 Jahre nach dem Ende des zweiten Romans ein und spielt hauptsächlich im Elisabethanischen England und im Frankreich der Glaubenskriege. Der Handlungsraum geht im Zeitalter der Glaubenskämpfe und der religiösen Intoleranz weit über England hinaus und erfasst ganz Westeuropa, Südeuropa und die Neue Welt. Der Autor verbindet historische Handlungsstränge der Weltgeschichte und Religionsgeschichte mit fiktiven Liebesgeschichten und Lebensabläufen seiner Personen aus England und Frankreich. Der englische Originaltitel erschien am 12. September 2017, die deutsche Fassung ebenfalls 2017. Mit Die Waffen des Lichts erschien 2023 eine Fortsetzung.

## Inhalt

### Handlung
Das Buch umspannt das Leben von Ned Willard, der 1558 als junger Mann von einem Jahr Aufenthalt im damals noch englischen Calais nach Hause kommt und mit seinen 19 Jahren an Heirat und Familie denkt. Mit dem Tod von Königin Mary Tudor beginnt die lange Herrschaft Elisabeths I., der Ned in der Zeit ihrer Regentschaft als Botschafter und Spion dient. Der Roman endet im Jahr 1620. Thematisiert werden so Ereignisse der Herrschaft und der Tod Elisabeths sowie die Vereitelung der Schießpulververschwörung gegen Jakob I., bei der Ned auch entscheidend mitwirkt.
Neben Ned nehmen andere Hauptfiguren entscheidenden Einfluss auf die Geschichte: Sein Erzfeind Rollo führt die Armada nach England und organisiert die Schießpulververschwörung, dessen Schwester Margery schreibt den Brief an Monteagle, Pierre Aumande ist maßgeblich am Ausbruch der Hugenottenkriege verantwortlich.

### Inhaltsangabe

#### I. Teil (S. 23–325), Zeitraum: Das Jahr 1558
In den acht Kapiteln des langen I. Teils geht es um die Ereignisse, die sich um die Hauptfiguren herum in Kingsbridge, Paris, London und Hatfield abspielen; auch Sevilla in Spanien ist ein Schauplatz. Die wichtigen Handlungsstränge des Romans werden in diesem 300 Seiten umfassenden Anfangsteil begonnen. Es ist das Schicksalsjahr für einige Hauptfiguren des Romans, in dem die Weichen für jahrzehntelange Entwicklungen gestellt werden:
- Ned kann Margery nicht heiraten und seine Mutter verarmt. Folglich tritt er in den Dienst bei der jungen Königin Elisabeth ein und bleibt sein ganzes Leben lang ihrem Schutz verpflichtet.
- Königin Mary Tudor stirbt, Elisabeth I. besteigt den Thron. Sie will mit religiöser Toleranz dem Religionskrieg entgegentreten. Es beginnt ihre 45 Jahre währende Regierungszeit, eine englische Ära.
- Die katholische Maria Stuart heiratet den jungen französischen König und geht in England leer aus. Das führt zu einem verschärften Konflikt mit der englischen Königin.
- Margery muss den Adeligen Bart Shiring heiraten. Trotz der geheim fortdauernden Liebe zu Ned, ist sie durch die Forderung des Katholizismus ihm Gegenspieler.
- Neds Bruder Barney wird während seines Spanienaufenthalts in Sevilla durch unglückliche Umstände Seefahrer und bleibt sein ganzes Leben diesem Beruf verbunden, 30 Jahre später wird er im IV. Teil des Buchs als Kapitän gegen die spanische Armada kämpfen.
- Margerys fanatischer Bruder Rollo wird durch Elisabeths Thronbesteigung zum lebenslangen Akteur gegen Elisabeth und zum Kämpfer für den Katholizismus in England.
- Pierre Aumande beginnt in Paris seine lebenslange Karriere als politischer Berater des Hauses Guise, seine Skrupellosigkeit zeigt die ersten Erfolge.
- Sylvie Palot wächst in die Arbeit ihres protestantischen Vaters, eines Druckers verbotener Bücher, hinein. Ihr Charakter entwickelt sich so, dass sie später in ihrem Leben Ned beeindruckt und zu seiner Frau wird.

Im ersten Kapitel erreicht der 19-jährige Ned Willard in den ersten Tagen des Jahres 1558 – von Calais kommend – seine Heimatstadt und erfährt, dass Margery Fitzgerald, in die er sich vor dem Aufenthalt jenseits des Kanals verliebt hat, den Viscount Bart Shiring heiraten wird. Die Eltern sind ehrgeizig und setzen auf eine eheliche Verbindung zum Adel, auf eine Standeserhöhung ihrer Nachkommen. Diese Entwicklung setzt sich im dritten Kapitel fort, Margery gehorcht, weil der Bischof sie an das vierte Gebot erinnert.
Im zweiten Kapitel – Schauplatz Paris – begegnet man Pierre Aumande und Sylvie Palot, die später zu Gegenspielern in Frankreichs Hauptstadt werden, wo es viele Protestanten gibt, die später Hugenotten genannt werden. Da Pierre den Aufstieg in das Haus der erzkatholischen Adelsfamilie Guise anstrebt, während Sylvie als Tochter eines Druckers heimlich verbotene protestantische Literatur verkauft, ist ein Konflikt vorhersehbar. Aber beide sind sich anfangs sehr sympathisch.
Im vierten Kapitel geht es um den in Sevilla lebenden Barney Willard und seine Partner Carlos Cruz und Ebrima Dabo, die Eisen herstellen und durch eine Erfindung den Hass ihrer Konkurrenten erwecken. Als sie vor der Inquisition fliehen müssen, gelingt es ihnen, nur schnell auf einem spanischen Kriegsschiff unterzukommen; deshalb müssen sie mehrere Jahre lang dienen und das Kriegshandwerk lernen. Auf diese Weise wird Barney ein leidenschaftlicher Seemann und Kanonier. Diese Lebensweise und die soldatischen Kenntnisse bestimmen sein zukünftiges Leben.
Das fünfte Kapitel zeigt, wie sich die Verarmung der Willards wegen der Skrupellosigkeit der Familie Fitzgerald weiterentwickelt und wie die geheimen Gottesdienste der Puritaner entdeckt werden, die unter der Leitung der Cobley Familie zusammenkommen. Der Jurist Rollo hilft entscheidend dabei mit und offenbart zum ersten Male seinen rachsüchtigen und üblen Charakter und seinen religiösen Fanatismus.

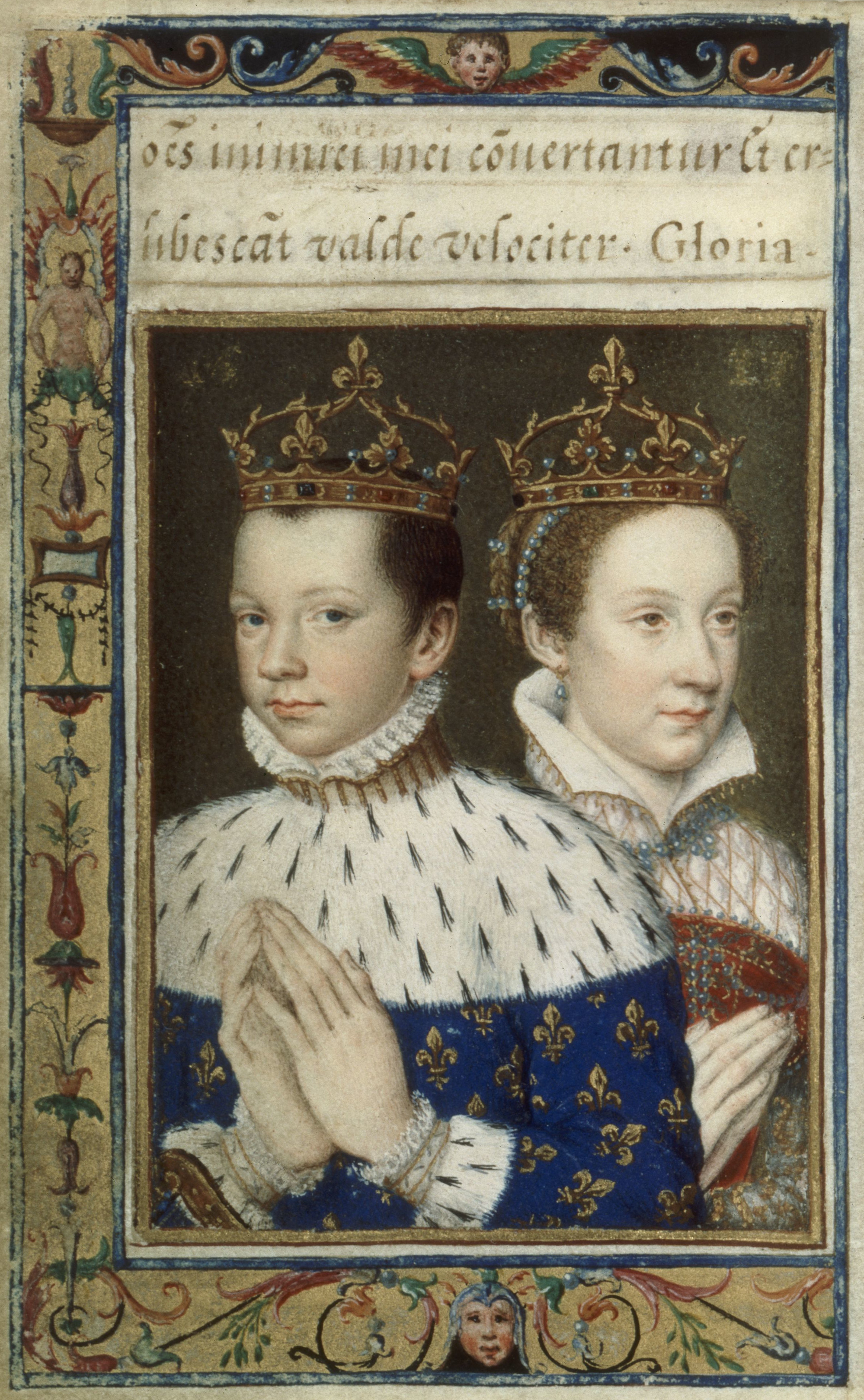
Das königliche Hochzeitspaar von 1558:
Maria Stuart und Franz II.

Im sechsten Kapitel geht es in Paris um die Hochzeit von Maria Stuart mit dem jüngeren und schwächlichen König Francois. Der Vollzug der Ehe unter Zeugen wird aus der Sicht Marias Freundin und Gesellschafterin Alison McKay geschildert, die mit Hilfe der Königinwitwe Katharina von Medici die Vortäuschung einer Entjungferung für den Fall vorbereitet hat, dass der Bräutigam impotent ist. Trotz detaillierter Beobachtung weiß sie (und damit der Leser) aber nicht, ob dies nötig war oder die Ehe tatsächlich vollzogen wurde. – Sylvie hat sich inzwischen in den charmanten und gut aussehenden Pierre verliebt und ahnt seine Gerissenheit und Verschlagenheit nicht. Dieser Pierre benutzt Sylvie aber nur, um hinter die geheimen Zusammenkünfte der Hugenotten zu kommen.
Im siebten Kapitel verliert Neds Mutter und damit der Romanheld selbst fast das gesamte Vermögen. Ein Prozess darum wird zugunsten der Fitzgeralds verloren, weil der Bischof Julius entscheidend eingreift. Und auch beim Ketzerprozess gegen Philbert Cobley ist der fanatische Eifer des Bischofs und die Folter, die er zulässt, maßgebend für den Ausgang des Prozesses. Der physisch gebrochene Angeklagte wird zum Tode durch Verbrennen verurteilt und vor der Kathedrale in aller Öffentlichkeit qualvoll getötet.
Das aufregende Schicksalsjahr 1558 endet im achten Kapitel damit, dass Ned – voller Abscheu über diese Ketzerverbrennung – nach Hatfield reist, um in den Dienst der bald zur Herrschaft kommenden jungen Elisabeth zu treten. Er lernt Sir William Cecil genauer kennen, der ihn auch in Dienst nimmt, bewahrt Elisabeth vor einer Vergewaltigung durch Earl Swithin und verliebt sich ein bisschen in die kluge und kokette Thronanwärterin. Als die todkranke Maria stirbt, wird Elisabeth in London zur Königin proklamiert und Ned darf ihr die Botschaft nach Hatfield überbringen.

#### II. Teil (S. 327–576), Zeitraum 1559–1563
Die fünf Kapitel des zweiten Teils handeln von der Entwicklung des religiösen Bürgerkriegs in Frankreich und Europa. Die Kapitel neun bis elf spielen in Paris und Umgebung und zeigen, mit welcher Skrupellosigkeit Pierre Aumande sich allmählich das Vertrauen der führenden Politiker des Hauses Guise verschafft. Er scheut sich auch nicht, seine Braut Sylvie zu benutzen, indem er die Hochzeit mit ihr vorbereitet, um bei den protestantischen Feierlichkeiten die versammelten „Ketzer“ auffliegen zu lassen. Er verspricht sich, Veronique de Guise heiraten zu dürfen, muss aber ihre Zofe Odette heiraten, damit ihr von Veroniques Bruder Alain gezeugter Sohn, den sie nach ihrem Vater benennt, angemessen versorgt werden kann. Im Gegenzug erhält er die Erlaubnis, sich Pierre Aumande de Guise zu nennen.
Im zwölften Kapitel kommt Barney als Kanonier an Bord des Schiffs „Hawk“ nach Hispaniola, wo die an Bord befindlichen Afrikaner als Sklaven auf dieser Karibikinsel verkauft werden. Sie werden für die schwere Arbeit auf den Zuckerrohrplantagen benötigt. Er verliebt sich dort in die hübsche, selbstbewusste Rumbrennerin Bella und zeugt mit ihr einen Sohn, von dem er aber erst viele Jahre später erfährt, da er die Insel ohne seine Geliebte verlassen muss. Im nächsten Kapitel wird er wie ein verlorener Sohn nach Kingsbridge zurückkehren.
Im dreizehnten Kapitel wird die Handlung in der englischen Grafschaft Shiring fortgeführt. Margery wird ein Opfer ihres brutalen Schwiegervaters Swithin, der sie vergewaltigt und mit ihr ein Kind zeugt, das Bart zugeschrieben wird. Aber durch Neds geheime Aktivitäten wird Swithin zu einem Totschlag in der Kathedrale verleitet; und die Schändung von Reliquien ist eine derartige Gotteslästerung, dass sogar ein königliches Gericht nichts anderes als die Hinrichtung des Grafen durch das Schwert anordnen kann. Auch die Königin denkt an Abschreckung der fanatischen Katholiken und Ned fördert dieses Denken.
Swithin ist der erste Tote, für den Ned verantwortlich ist. Gleichzeitig ist sein Tod die Rache an dem Vergewaltiger von Margery, für die er weiterhin alles tun würde.

#### III. Teil (S. 581–828), Zeitraum 1566–1573
Die acht Kapitel dieses Teils führen hin zur Bartholomäusnacht in Paris. Das entscheidende Wendejahr in diesem Zeitraum ist 1570, als eine päpstliche Bulle die englische Königin Elisabeth exkommuniziert und ihre Untertanen des Treueids entbindet. Damit sind Unruhen und Kämpfe zwischen den religiösen Parteien in England und ganz Europa voraussehbar.
Das vierzehnte Kapitel knüpft an das Schicksal von Barneys Gefährten an: Carlos Cruz und Ebrima Dabo. Sie leben nun im Sommer 1566 in Antwerpen, sind beide verheiratet und betreiben die größte Eisenhütte der Stadt. Da die Statthalterin der habsburgischen Niederlande zur Duldung der Protestanten neigt, greift der Großinquisitor Pieter Titelmans umso energischer durch und lässt foltern, verstümmeln und verbrennen. An einer Episode zeigt der Autor, wie sogar ein 14-jähriges Mädchen als ketzerische Protestantin auf dem Scheiterhaufen brennen soll. Am Widerstand der Zuschauer scheitert dieser „Akt des Glaubens“ (Autodafé). Andrerseits gibt es die Gegenbewegung der calvinistischen Bilderstürmer, die zur Kathedrale von Antwerpen ziehen, um in ihr die Bilder und die kostbare Ausstattung zu zerstören. Carlos und Ebrima können nicht verhindern, dass dies geschieht und ein gerade von Carlos gestiftetes Gemälde in Flammen aufgeht.
Das nächste Kapitel behandelt das Schicksal von Maria Stuart und ihrer Gesellschafterin und Freundin Alison McKay im Jahr 1568. Maria hat schwere Zeiten hinter sich: zwei Ehen, die Ermordung des ersten Gatten durch den zweiten und die Niederlage gegen wütende schottische Adelige, die sie – ohne ihren kleinen Sohn James – ins Gefängnis des Loch Leven Castle gesteckt haben, einer schottischen Inselburg. Elisabeth greift in diese schottischen Streitigkeiten nicht ein und kommt ihrer (zeitgenössisch dem Status entsprechend als "Cousine" bezeichneten) Nichte Maria nicht zu Hilfe. Es gelingt den beiden Gefangenen zwar auf spektakuläre Weise von der Insel zu fliehen und nach Carlisle in England zu gelangen, doch dort überbringt ihnen Ned im Auftrag Elisabeths die Botschaft, dass Maria nun eine Gefangene in England sei.
Im sechzehnten Kapitel – im Frühjahr 1570 – treffen die Brüder Ned und Barney in Kingsbridge wieder einmal zusammen; die Beerdigung ihrer Mutter ist der traurige Anlass. Nach dem Trauergottesdienst begegnet Ned der Gräfin Margery und unterhält sich mit ihr über ihren Sohn Bartlet, der von Swithin gezeugt worden ist. Ned erwähnt, dass er inzwischen Herr von Wigleigh geworden ist, und erinnert daran, dass sein Vater immer erzählt habe, sie stammten von Merthin dem Brückenbauer ab (Hauptfigur in Die Tore der Welt) und seien eigentlich Landadelige. Er muss mit ihrem Gatten, dem Earl Bart, eine Grenzangelegenheit klären, weil einer seiner Bauern ein Stück Wald des Grafen gerodet hat. Im Gespräch mit ihm wird auch an den Aufstand im Norden Englands erinnert, eine Aktion zur Befreiung Maria Stuarts und zum Sturz Elisabeths, der niedergeschlagen worden war und 500 Männern als Strafe den Tod durch den Strang gebracht hatte. Margery erinnert sich an die vielen Liebesaffären ihres Mannes, der sogar 15-jährige Bedienstete in sein Bett holt, und ist glücklich, ihren verkaterten Mann in der Wigleigh-Sache vertreten zu können. Während dieser Landpartie flammt die Liebe zwischen Ned und Margery wieder auf und sie lieben sich in diesem Maienmonat noch öfter leidenschaftlich.
Für Rollo, Margerys Bruder, bewirkt die in diesem Frühjahr erschienene Bulle des Papstes die Vernichtung seiner bürgerlichen Existenz. Königin Elisabeth wird vom Papst exkommuniziert und alle Untertanen werden ihres Treueids unter Androhung der gleichen Kirchenstrafe entbunden. Als Rollo vor dem Stadtrat, der sicherheitshalber auf Treue zur Königin setzt, nicht auf die 39 Artikel der anglikanischen Kirche schwören will, ist er gezwungen, Kingsbridge zu verlassen und sein Haus zu verkaufen. Er geht im Sommer nach Douai in den spanischen Niederlanden, wo er ins Englische Kolleg des William Allen eintritt und zufällig auf Pierre Aumande trifft, der dem fanatischen Protestantenhasser den Tarnnamen Jean Langlais gibt. Unter diesem Namen wird er sein Leben lang der Gegner Neds sein und später mit Hilfe seiner Schwester Margery heimlich katholische Priester nach England schmuggeln.
Ned und Margery machen sich Gedanken über die Zukunft ihrer Liebesbeziehung. Aber ein Brief von Cecil kündigt ihm an, dass er den Botschafter Francis Walsingham nach Frankreich begleiten müsse und die Trennung bevorstehe. Als Ned in Frankreich ist, wird einige Wochen später klar, dass Margery von ihm schwanger ist und im Jahr 1571 Neds Kind zur Welt bringen wird.
Das siebzehnte Kapitel spielt 1572 in Paris, in dem nun Ned als Stellvertreter des Botschafters mit diesem zusammen mögliche Verschwörungen gegen Elisabeth frühzeitig erkennen und nach Möglichkeit verhindern soll. Sie residieren im Universitätsviertel. Als Ned in den Louvre zu einer Veranstaltung der Hofgesellschaft aufbrechen will, wird er von Sylvie Palot aufgehalten, die Papier und sogar eine französische Bibel an ihn verkaufen will. Der Mut dieser Frau, in die er sich bald verliebt, imponiert ihm; sie will schon am Nachmittag die Lieferung bringen. Auch Pierre Aumande bricht zum Louvre auf und wird von Rollo alias Jean Langlais besucht. Während des Gesprächs über die politische Situation wird klar, dass Rollo den stellvertretenden Botschafter Ned Willard seit seiner Kindheit kennt und ihn hasst. Pierre hat im kleinen Alain einen Stiefsohn von seiner aufgezwungenen Frau Odette am Hals, den er ebenso schlecht behandelt wie dessen Mutter.
Im Louvre hat Ned die ersten Erfolge beim Sammeln von Nachrichten: Er lernt Jerónima Ruiz kennen, die Barney schon seit seinem Sevillaaufenthalt kennt, und nützt ihre Abneigung gegen ihre Rolle als Konkubine des spanischen Kardinals Romero aus, um den ersten wertvollen Kontakt zu knüpfen. Ein weiterer Kontakt zur Comtesse de Banlieu und ihrer Tochter Aphrodite wird sich später als nützlich erweisen. Ebenso erfährt er von Louise de Nimes, dass Pierre der illegitime Sohn eines illegitimen Sohnes der Guise sei und sie selbst hasse. Während dieser Hofgesellschaft kündigt König Charles die Hochzeit seiner Schwester Margarete von Valois mit Heinrich von Bourbon, für den 18. August des Jahres an, was sofort zu Unruhe und politischen Spekulationen führt. Am Nachmittag zu Hause bekommt Ned von Sylvie das Papier und eine Prachbibel in Französisch geliefert, er erfährt auch vom Treffen Pierres mit Langlais. Im Gespräch wird Sylvie bewusst, dass Ned zwar ein Bild seiner früheren Geliebten besitzt, aber seit dieser unglücklichen Liebe vor 14 Jahren nicht geheiratet hat. Das macht sie so froh, dass ihre Mutter ihr die Verliebtheit auf den Kopf zusagt.
Das nur wenige Seiten umfassende achtzehnte Kapitel versetzt den Leser in die Karibik und schildert die Ankunft von Barney mit seinem eigenen Schiff „Alice“ auf der Insel Hispaniola und die Suche nach Bella, seiner früheren Geliebten. Er erkennt mit Schrecken, dass ihre Rumdestillerie verkauft ist und sucht sie in einem kleinen Holzhaus neben dem Herrenhaus, wo sie leben soll. Er trifft auf eine gealterte, todkranke Frau, die aber gesteht, dass sie immer auf seine Rückkehr gewartet habe. Nun erst erfährt er den Grund: Er hat einen acht Jahre alten Sohn namens Bernardo Alfonso Willard, kurz Alfo genannt. Barneys ganzes Leben ist auf den Kopf gestellt, denn Bella liegt im Sterben und er muss sich um seinen Jungen kümmern und Vater sein.
Im neunzehnten Kapitel kommt es zu einem abrupten Wandel in Neds und Pierres Leben: Nun treten sie als Rivalen um Sylvie und als Gegner im Religionskampf direkt aufeinander. Ned und Sylvie verlieben sich ineinander, wobei Ned merkt, dass er im Auftrag von Pierre beschattet und bespitzelt wird. Dieser entdeckt beim Überprüfen von Neds neuer Geliebter Sylvie in ihrem Papierladen und will sie einschüchtern. Aber er wird von ihr und Isabel beschimpft und mit Hinweis auf die beschämenden Geheimnisse seiner Herkunft und seiner Zwangsehe zum Rückzug veranlasst. – Zunächst konzentriert sich Pierre darauf, die anstehenden Hochzeitsfeierlichkeiten, da er die Heirat nicht verhindern kann, zu einem Blutbad umzufunktionieren, das sich in der aufgeheizten Atmosphäre von Paris entzünden soll. Ein Attentat auf Admiral Coligny, bei dem dieser aber nur schwer verletzt wird, führt jedoch nicht zu den von Pierre erhofften Unruhen. Ned kann dank seiner Informanten Pierres Pläne mehr und mehr durchschauen und versucht sie zu vereiteln. Als er dann die Gelegenheit bekommt, Pierres schwarze Liste aus dessen Schreibtisch zu stehlen, müssen er und Sylvie, die ihn begleitet, erkennen, dass sie zu spät kommen: Die Liste hat Pierre mitgenommen; offensichtlich, um mit dem Massaker zu beginnen. Ned und Sylvie können nur noch so viele Hugenotten wie möglich warnen und zur englischen Botschaft einladen, bevor sie den Massakern zum Opfer fallen.

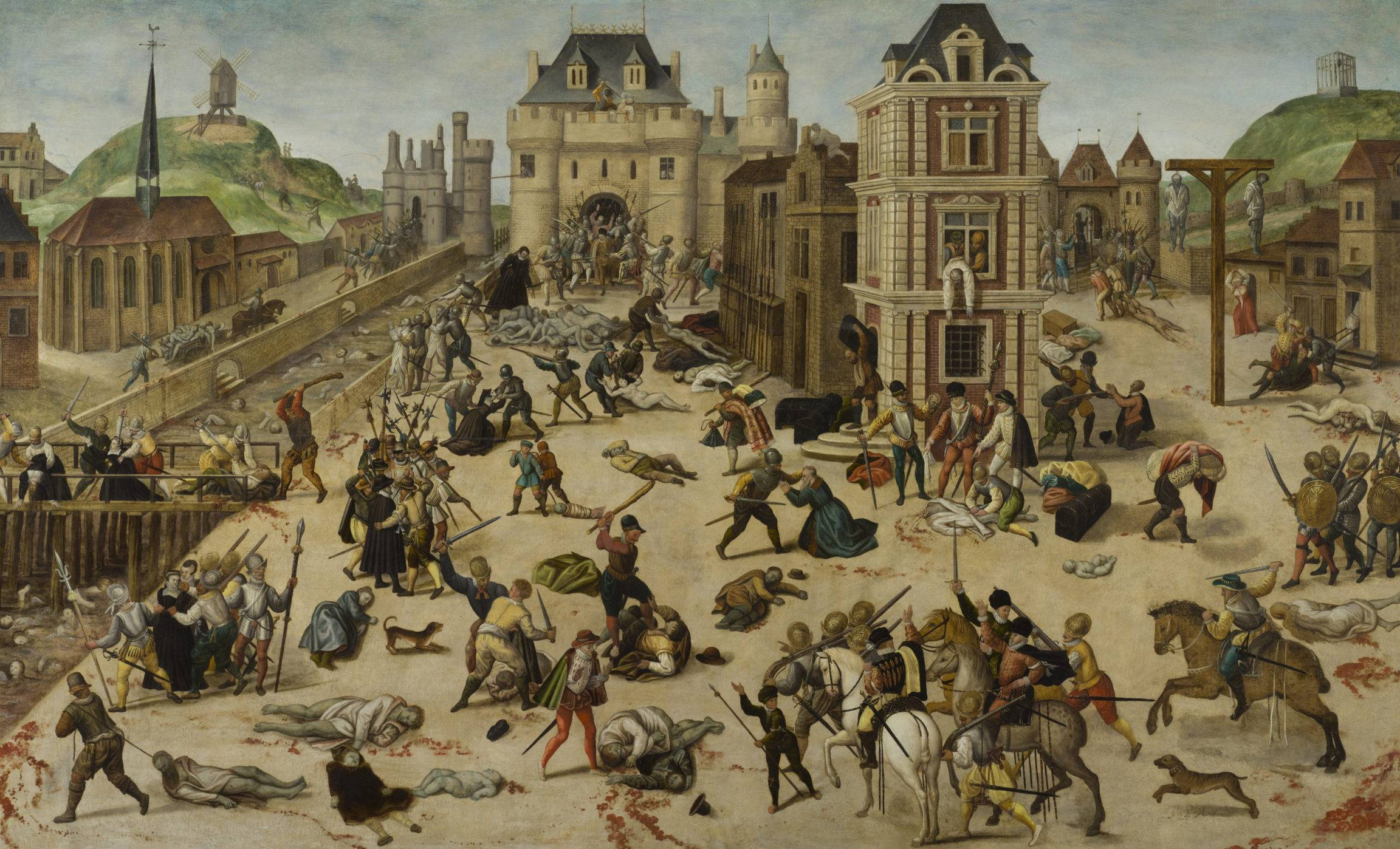
Zeitgenössische Darstellung des Massakers

Das 20. Kapitel schildert die Bartholomäusnacht, deren Grausamkeiten Ned und Sylvie direkt miterleben. Es beginnt mit den Intrigen, die Pierre inzwischen einsetzt, um die erhofften Unruhen zu erreichen, u. a. muss die Wache, die der König zum Schutz Colignys aufgestellt hat, abgezogen werden. Pierre beschließt die erhofften Unruhen dadurch zu starten, dass mit Glockengeläut die Katholiken vor einem angeblichen Angriff der Hugenotten "gewarnt" werden, was geschieht, nachdem Coligny ermordet wurde. Als Sylvie das Läuten hört und seine Bedeutung erahnt, kann sie nur knapp dem Kommando entkommen, das die Menschen des Haushalts massakriert, den sie gerade als Nächstes warnen wollte. Ned, der inzwischen die Botschaft alarmiert und all die ihm dann zugewiesenen Adressen gewarnt hat, kommt zu Sylvies Mutter, erfährt von ihr das Bücherversteck, in dem Sylvie möglicherweise Zuflucht genommen hat, und eilt dorthin. Unterwegs rettet er Aphrodite Banlieu das Leben, die als vermeintliche Protestantin gerade vergewaltigt wird, und bringt sie nach Hause. Er benutzt eine weiße Armbinde wie die marodierenden Kommandos und kann so unbehelligt Sylvies Versteck erreichen. Unterdessen rächt sich Pierre an einzelnen Hugenotten, insbesondere an Sylvies Familie. Isabel besitzt Pistolen und kann einen Angreifer erschießen, bevor sie getötet wird; Ned und Sylvie kommen kurz darauf an und müssen vor Pierres Männern fliehen. Ned wird beinahe im Schwertkampf besiegt, jedoch rettet Sylvie ihm das Leben. So können beide zur englischen Botschaft entkommen. – Ned heiratet Sylvie und zieht mit ihr nach England. Der Verkauf der Bibeln wurde Sylvies Assistentin Nath übertragen, Sylvie kauft diese wie bisher in Genf ein und bringt sie nach Paris.
Im 21. Kapitel wird zunächst Rollo gezeigt, der Priester illegal nach England schmuggelt. Margery unterstützt dies, aber sie weiß nicht, dass Rollo das auch zur Vorbereitung benutzt, um das Massaker der Bartholomäusnacht in England wiederholen zu können. Sodann wird geschildert, wie Sylvie und Ned zum ersten Mal Kingsbridge besuchen. Sylvie erkennt in Margery die Person, die Ned geliebt hat, sie merkt, dass Roger Neds Sohn ist. Vor lauter Eifersucht macht sie schließlich Ned den Vorschlag, mit ihm etwas zu machen, was er bisher mit keiner Frau gemacht hat. Tatsächlich hat Ned einen entsprechenden Wunsch, den er aber ihr nur zuflüstern kann, und dem Leser so verborgen bleibt.

#### IV. Teil (S. 833–1061), Zeitraum 1583–1589
Die sechs Kapitel in diesem Teil haben die Seeschlacht gegen die Spanische Armada 1588 als Höhepunkt.

#### V. Teil (S. 1065–1146), Zeitraum 1602–1606
Die letzten drei Kapitel handeln vom Tod Elisabeths, dem Anschlag auf den Nachfolger James I. durch Guy Fawkes und vom Ende Rollos, der in Kingsbridge gehenkt wird.

#### Epilog (S. 1151–1156): Zeitraum 1620
1620 ist Urgroßvater Ned Willard über 80 Jahre alt, freut sich über seine Urenkel und erlebt, dass sich sein Enkel Jack, ein Baumeister und Puritaner, mit einem Schiff namens Mayflower in die Neue Welt begeben will, um dort ungestört von englischen Gesetzen ein freieres Leben führen zu können.

## Figuren
Es gibt eine Fülle von Haupt- und Nebenpersonen des Romans, die in ganz Westeuropa zu Hause sind. Neben den fiktiven Personen, die vor allem in Kingsbridge und der Grafschaft Shiring angesiedelt sind, gibt es allein in England eine ganze Reihe historischer Figuren. Die Familien Shiring und Fitzgerald stammen von Ralph Fitzgerald ab, die Willards von dessen Bruder Merthin, Hauptfiguren in Die Tore der Welt. Diese wiederum stammen von Graf Thomas ab, dem Sohn von Jack und Aliena aus Die Säulen der Erde.
Ein Teil der Handlung spielt in Paris. Neben fiktiven Personen kommen historische Persönlichkeiten der Häuser Guise, Valois und Bourbon vor. Kleinere Teile der Handlung spielen in Schottland, Spanien, den Niederlanden und Westindien.
Der Roman geht also weit über die ersten beiden Kingsbridge-Romane hinaus. Die Personen aus Kingsbridge sind in die europäische Konstellation der Mächte und ihrer adeligen Machthaber und Familien eingebunden und spielen wichtige Haupt- oder Nebenrollen im Weltgeschehen des Elisabethanischen Zeitalters.

### Hauptpersonen
Fiktive Hauptfiguren:
- Ned Willard, verarmter Kaufmannssohn aus Kingsbridge, wird zum erfolgreichen Helfer und Verteidiger Elisabeths I., deren religiöse Toleranz er teilt. Er ist Mitarbeiter von Sir William Cecil und später Begleiter des Botschafters Francis Walsingham.
- Barney Willard, sein Bruder, wird zuerst ein Seefahrer in spanischen Diensten, dann Sklavenhändler, der bis in die Karibik nach Hispaniola segelt. Später ist er der Kapitän von englischen Schiffen, die an der Schlacht gegen die Spanische Armada 1588 teilnehmen.
- Margery Fitzgerald, treue Katholikin, die heimlich und jahrzehntelang hilft, katholische Priester nach England zu schmuggeln. Ihr Leben lang wird sie von Ned geliebt, sie folgt aber als junges Mädchen ihren Eltern und heiratet Bart Shiring, den zukünftigen Graf von Shiring, später Neds zweite Frau.
- Rollo Fitzgerald, ihr Bruder und fanatisch treuer Katholik, ist jahrzehntelang Agent für den Katholizismus und inkognito als John Langlais tätig. Er ist ein wesentlicher Gegenspieler Neds. Er ähnelt dem historischen John Ballard.
- Sylvie Palot, Protestantin aus Paris, Buchhändlerin, Neds erste Frau
- Pierre Aumande, Mitglied der katholischen Guise-Partei, skrupelloser Intrigant und Aufsteiger
- Alison McKay, Zofe und Freundin Maria Stuarts
- Ebrima Dabo, versklaverter Mandinka aus Westafrika, später Bürger in Antwerpen. Obwohl katholisch getauft, hängt er noch seinem animistischen Glauben an.

Historische Hauptfiguren:
- Elisabeth I., Englische Königin von 1558–1603
- Sir William Cecil, Staatssekretär und Ratgeber Elisabeths I.
- Francis Walsingham, Geheimdienstchef von Königin Elisabeth I.
- Maria Stuart, Königin der Schotten, ehemalige Königin der Franzosen

### Fiktive und historische Nebenpersonen
Fiktive Nebenfiguren in England:
- Alice Willard, Mutter von Ned und Barney
- Bart, Viscount Shiring, späterer Graf, Ehemann Margerys
- Swithin, sein Vater, Graf von Shiring. Er und Bart zeigen das typische Verhalten damaliger Hochadeliger, denen alles zu Diensten zu sein hat. Er versucht sogar, die junge Elisabeth zu vergewaltigen, bevor sie Königin wird.
- Sal Brendon, Haushälterin und Konkubine des Grafen
- Sir Reginald Fitzgerald, Vater von Rollo und Margery
- Lady Jane, deren Mutter
- Julius, katholischer Bischof von Kingsbridge, gibt mit seiner Amtsautorität den Ausschlag für Margerys Gehorsam gegenüber dem elterlichen Heiratsverlangen gibt. Der hohe Geistliche ist entscheidend für die Folterung und Verbrennung des Philbert Cobley aus Kingsbridge als Ketzer.
- Philbert Cobley, Reeder, Anführer der Puritaner, wird vor der Kathedrale als Ketzer verbrannt.
- Dan Cobley, sein Sohn, später radikaler Puritaner
- Donal Gloster, Schreiber und erster Informant für Rollo
- Susannah, Gräfin Brecknock, Freundin von Ned und Margery, moderate Katholikin
- Stephen Lincoln, zunächst Erzdiakon, unter Elisabeth Bischof von Kingsbridge, Protestant

Historische Nebenfiguren in England:
- William Allen, Katholischer Kardinal und Politiker
- Francis Throckmorton, Sekretär Maria Stuarts
- Anthony Babington, Verschwörer gegen Elisabeth
- Francis Drake, Vizeadmiral Elisabeth'
- Robert Cecil, Sohn von William Cecil, Nachfolger Walsinghams
- Guy Fawkes, Attentäter

Fiktive Nebenfiguren außerhalb Englands:
- Alison McKay, Zofe und Freundin Maria Stuarts
- Isabelle Palot, Mutter von Sylvie, Hugenottin
- Giles Palot, Vater von Sylvie, wird wegen des Verkaufs französischer Bibeln und protestantischer Bücher hingerichtet
- Odette, Frau von Pierre Aumande
- Alain, Bastard Odettes und eines de Guise, Stiefsohn Pierre Aumandes, später Protestant und Informant für Ned
- Nath, Pierre Aumandes Magd und Informantin für Sylvie
- Louise, Marquise von Nimes, Hugenottin und später Konkubine von Pierre Aumande
- Carlos Cruz, Onkel von Barney in Sevilla, moderater Katholik
- Jerónima Ruiz, Geliebte von Barney, später Konkubine von Kardinal Romero und Informantin für Ned
- Romero, Erzdiakon von Sevilla, später Kardinal
- Ebrima Dabo, versklaverter Mandinka aus Westafrika, später Bürger in Antwerpen. Obwohl katholisch getauft, hängt er noch seinem animistischem Glauben an.
- Bella, Geliebte von Barney und Rumbrennerin auf Hispaniola

Historische Nebenfiguren außerhalb Englands:
- Henri de Valois, als Henri II. König von Frankreich
- Katarina von Medici, Königin von Frankreich
- Francois de Valois, als Francois II. späterer König von Frankreich
- Charles de Valois, als Charles IX. späterer König von Frankreich
- Henri de Valois, als Henri III. späterer König von Frankreich
- Marguerite de Valois, spätere Königin von Navarra
- Francois de Lorraine, Herzog von Guise
- Henri de Lorraine, dessen Sohn
- Charles Kardinal de Lorraine, Bruder von Francois
- Antoine de Bourbon, Titularkönig von Navarra
- Henri de Bourbon, dessen Sohn, als Henri IV. König von Frankreich
- Louis de Bourbon, Prinz von Condé
- Gaspard de Coligny, Admiral von Frankreich und Anführer der Hugenotten
- James Stuart, unehelicher Halbbruder von Maria Stuart
- James Stewart, Sohn von Maria Stuart, später als James VI. König der Schotten und als James I. König von England

## Besprechungen
- dpa-Besprechung des Hamburger Abendblatts:[1]
  - Inhalt: Es ist eine Zeit des Umbruchs nach der Reformation, in der zuerst unter Königin Maria I., der "Bloody Mary", die Katholiken grausam die Protestanten verfolgen und danach unter Elisabeth I. die Protestanten grausam die Katholiken. Eine Zeit, in der Menschen sterben, weil sie nicht so an Gott glauben, wie es den anderen gefällt. Eine Zeit, in der die Macht Spaniens schwindet und die Englands wächst und Frankreich von grausamen Religionskriegen zerrüttet wird. Und eine Zeit, in der die ersten modernen Geheimdienste entstehen. Darum geht es in dem Buch auch im Wesentlichen: Der Kampf im 16. Jahrhundert um religiöse Toleranz und die Abwehr von Umstürzen in England.
  - Aussagen des Autors zu seinem Werk: „'Ja, es gibt ein paar Echos des 16. Jahrhunderts in unserer Zeit', sagt Follett im Interview der dpa. Religiöse Feindseligkeiten seien auch heute alltäglich und der islamistische Terror beunruhige ihn: 'Sind wir nicht alle bestürzt, wenn unschuldige Menschen aus idiotischen Gründe getötet werden?' Auch deshalb schätze er die Arbeit von Geheimdiensten, die Leben retten könne. Aber: 'Alle Premierminister und Präsidenten und Kanzler dachten immer, sie hätten ihren Dienst unter Kontrolle.' Eine zwar schwere Aufgabe. 'Es ist aber in einer Demokratie auch eine so wichtige Aufgabe, diese Kontrolleure zu kontrollieren.'“
  - Bemerkungen zum Buch: „Aber das neue Buch ist in noch einer Hinsicht ein echter Follett: Der historische Roman ist wieder einmal akribisch recherchiert (Follett hat da ein ganzes Team) und detailliert aufgeschrieben. Es ist quasi ein doppelter Bildungsroman; nicht nur, weil sich der anfangs adoleszente Held entwickelt, sondern weil das Buch gleich noch etwas für die Bildung des Lesers tut, ihm die Religionskriege und die Thronkämpfe, den Aufstieg und Untergang großer Reiche und die Entwicklung der Menschheit zum Beginn der Neuzeit erklärt.“

- Im Blog „Histojournal“ heißt es:

Somit bietet Ken Follett dem Leser mit seinem Roman ein sehr kleines Fenster in eine Zeit, die zwar einige hundert Jahre zurück liegt, die aber vielen durch die Dramen Shakespears vertraut ist. Viele Themen – Neue Welt, Sklavenhandel – scheint in Folletts Roman auf, und der Anfang weckt große Erwartungen, doch am Ende nichts wirklich greifbar. Für eine tiefere Durchdringung dieses sehr komplexen Themas ist die Romanhandlung zu zerfasert: in eine tragische Liebesgeschichte, eine Abenteuergeschichte, einen Politthriller und eine Kriminalhandlung. Durchsetzt mit höfischer Intrige und einer Prise Erotik.
Aber trotz aller Kritik werden Follett-Fans in diesem Roman auch viel Zeitkolorit über das Elisabethanische Zeitalter finden, das eines der facettenreichsten der frühen Neuzeit war.
- Barbara Möller kritisierte in der WeltAus diesem Kingsbridge stammt Ned Willard, in dieses Kingsbridge kehrt er am Ende zurück. […] Dass man dann immer noch kein wirkliches Bild von diesem Mann hat, den man quasi durch sein gesamtes Leben begleiten konnte, ist die Kardinalschwäche des Buchs. Auch die anderen Charaktere bleiben irgendwie papieren. Ken Follett erzählt gern, dass er beim Schreiben zuweilen von Tränen überwältigt werde – wenn das eintrete, wisse er, dass er auf dem richtigen Weg sei. Wir wüssten nach der Lektüre der 1162 Seiten ehrlich gesagt keine Stelle, an der wir uns den Autor weinend vorstellen könnten. Nicht mal, wenn Maria Stuart ihrem Henker gegenübertritt. […] Und Follett kann kein Ende finden. Er muss auch noch Guy Fawkes unterbringen, der – Elizabeth I. war seit drei Jahren tot – James I. und das englische Parlament 1603 in die Luft jagen wollte.[3]

## Brettspiel
- Brettspiel von Michael Rieneck im Kosmos-Verlag, archiviert am 30. November 2019 (Archiv abgerufen am 24. Januar 2025).

## Ausgaben
- Ken Follett: A Column of Fire. Penguin, London 2017, ISBN 978-1-4472-7873-3
- Ken Follett: Das Fundament der Ewigkeit. Historischer Roman. (Übersetzung von Dietmar Schmidt und Rainer Schumacher) – Bastei-Lübbe-Verlag, Köln 2017, ISBN 978-3-7857-2600-6